# Karolina Naja
Karolina Elżbieta Naja, född den 5 februari 1990 i Tychy, Polen, är en polsk kanotist.
Hon tog OS-brons i K-2 500 meter i samband med de olympiska kanottävlingarna 2012 i London.
Vid de olympiska kanottävlingarna 2016 i Rio de Janeiro tog hon en bronsmedalj i K-2 500 meter. Vid olympiska sommarspelen 2020 i Tokyo tog Naja silver i K-2 500 meter och brons i K-4 500 meter.